# Pteromalus praecocellae
Pteromalus praecocellae is een vliesvleugelig insect uit de familie Pteromalidae. De wetenschappelijke naam is voor het eerst geldig gepubliceerd in 1967 door Boucek.